# Stile Impero
(Mario Praz)

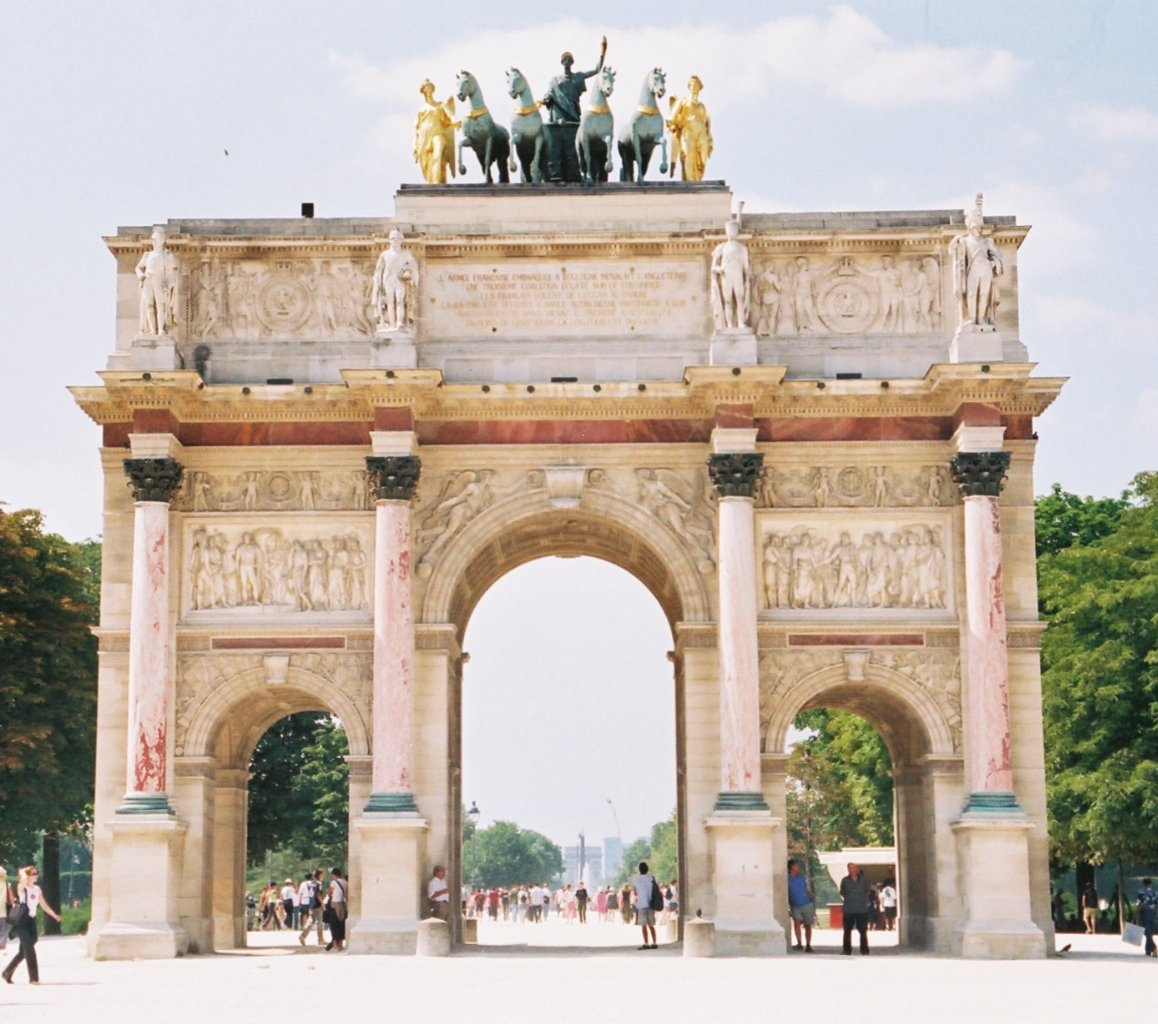
Arco di Trionfo del Carrousel, a Parigi

Lo stile Impero è una corrente del Neoclassicismo che interessò l'architettura, l'arredamento, le arti decorative e le arti visive del XIX secolo.
Si sviluppò durante l'età napoleonica, al fine di celebrare l'ascesa al potere di Napoleone Bonaparte (1804-1814; 1815) e si diffuse in gran parte dell'Europa.

## Architettura

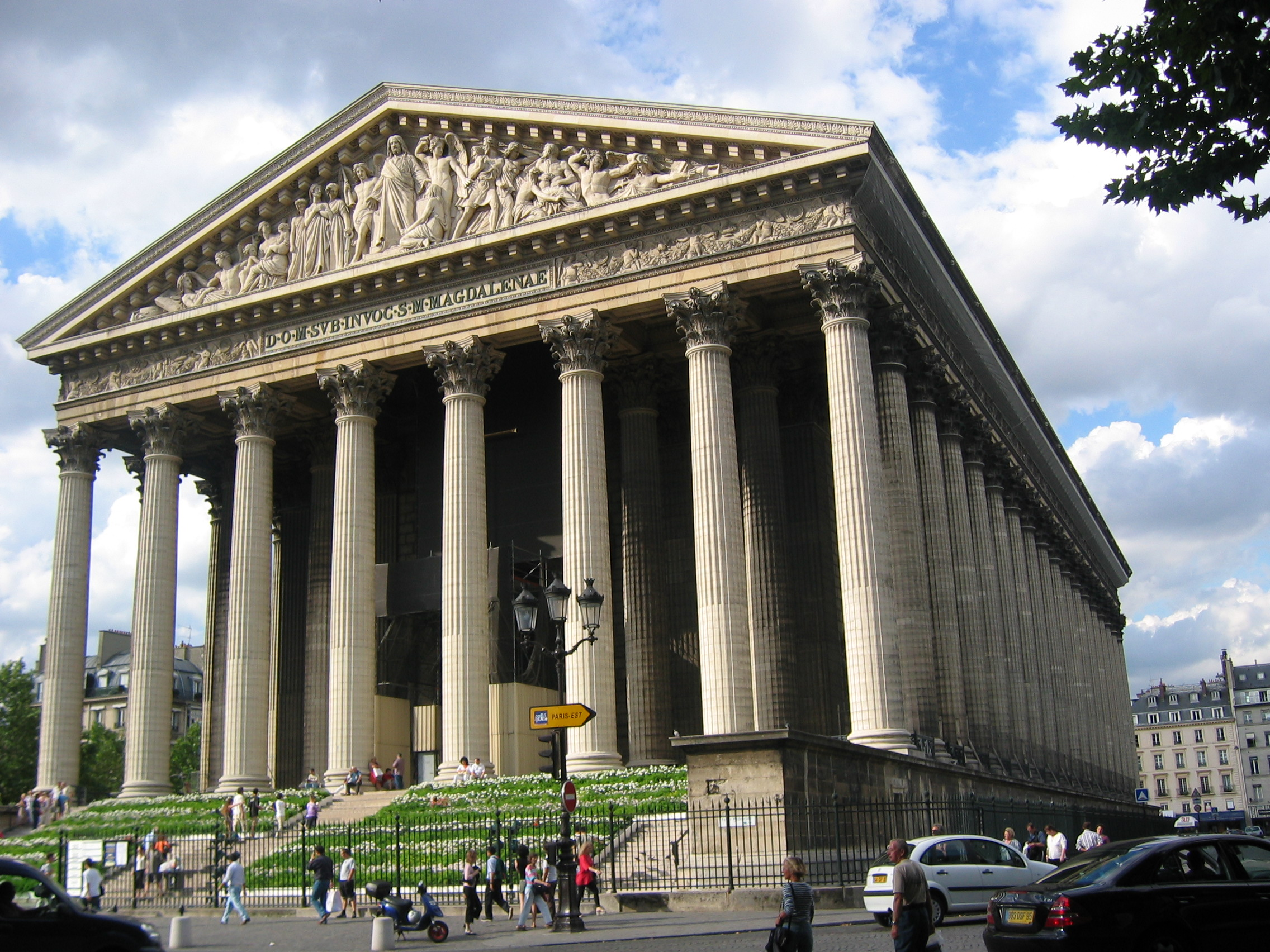
Parigi: la chiesa della Madeleine

Nell'architettura, lo stile Impero si affermò tra il 1805 ed il 1814, ma rimase in auge anche nei decenni successivi.
Dal punto di vista formale fu influenzato fortemente dalle costruzioni della Roma imperiale ed in parte, dopo la campagna d'Egitto, anche dalle architetture egiziane; i principali architetti che affermarono le nuove tendenze furono Charles Percier e Pierre-François-Léonard Fontaine, nominati da Napoleone "Architectes des Palais du Premier et Deuxième Consuls".
I due collaborarono ad esempio nella costruzione dell'Arco di Trionfo del Carrousel a Parigi (1806-1808), voluto dallo stesso Napoleone per commemorare le sue vittorie militari e realizzato su modello degli archi di Settimio Severo e di Costantino a Roma; un altro arco di trionfo, di forme ancora più imponenti, fu innalzato al termine degli Champs-Élysées ad opera dell'architetto Jean Chalgrin.
Sempre nella capitale francese, Napoleone ordinò la costruzione del Tempio della Gloria (successivamente trasformato nella chiesa della Madeleine), un maestoso edificio nel quale vennero riprese le forme della Maison Carrée di Nîmes, ma che alcuni storici hanno giudicato come "una parafrasi senza vita di un antico tempio romano". 
Sul fronte opposto alla facciata della Madeleine, oltre la Senna, nel 1808 fu aggiunto un grande, quanto superficialmente formale, portico al preesistente Palazzo Bourbon.
L'impronta napoleonica portò anche alla trasformazione, tra il 1806 ed il 1810, di Place Vendôme, al centro della quale fu eretta una colonna in bronzo ad imitazione della Colonna Traiana di Roma: sulla cima fu collocata la statua (distrutta nel 1814) dello stesso imperatore francese nelle sembianze di Cesare.
In Italia, negli anni dell'ascesa di Bonaparte, si registra ad esempio la costruzione dell'Arco della Pace a Milano, di Luigi Cagnola (1807), il progetto di Giovanni Antonio Antolini per il Foro Bonaparte, la realizzazione della piazza del Plebiscito a Napoli, iniziata sotto Gioacchino Murat, ed infine la sistemazione di piazza del Popolo a Roma, avviata da Giuseppe Valadier.
Successivamente, lo stile Impero caratterizzò gli anni postunitari del Regno d'Italia.

## Arredamento e arti visive

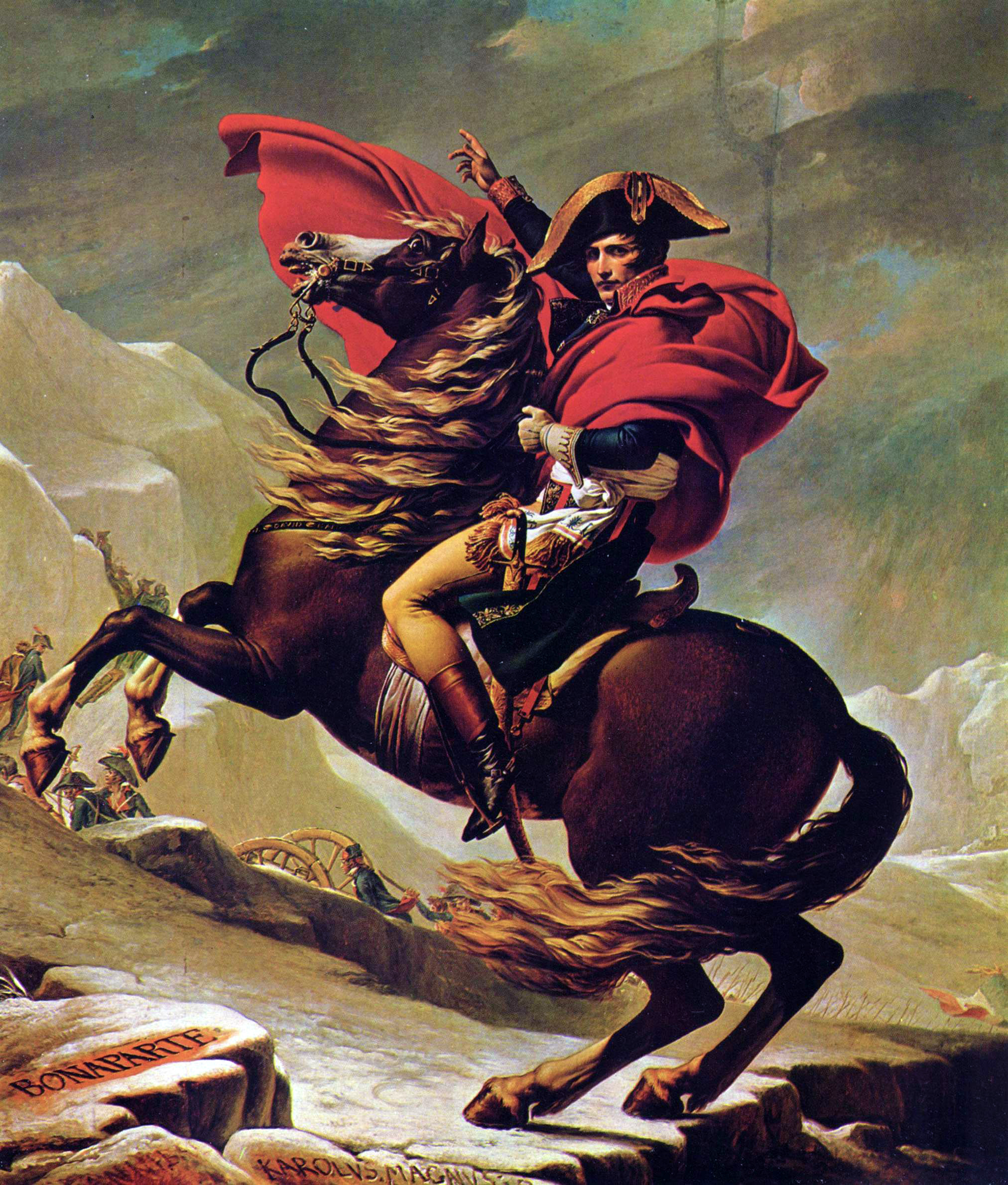
Napoleone I attraversa il Passo del San Bernardo, di David

Così come per l'architettura (che riprende le sembianze del tempio romano), anche nell'arredamento prevalgono i temi derivati dal passato.
Al gusto dell'equilibrio e delle proporzioni si aggiunsero decorazioni con motivi greci, romani, egiziani ed inoltre colonne, fregi, pilastri.
Nella pittura, i principali artisti furono Jacques-Louis David e Jean Auguste Dominique Ingres.
David, fin dal suo primo incontro con Napoleone, divenne un suo grande ammiratore e nel 1797, su commissione, iniziò a preparare degli studi per un suo ritratto. Le opere di David celebrarono i momenti più importanti della carriera politica di Bonaparte: Napoleone al passo del Gran San Bernardo (1800), L'incoronazione di Napoleone e Giuseppina (1805-1807) e Napoleone nel suo studio (1812) rivelano toni fortemente propagandistici, esaltando Napoleone come un eroe della patria (soggetto poi ripreso dalla corrente culturale in contrapposizione, il Romanticismo), tanto che, dopo la sconfitta di Napoleone a Waterloo (1815), David fu costretto a rifugiarsi in Svizzera e in seguito a Bruxelles.
Ingres ebbe anche lui un ruolo fondamentale nell'arte di quegli anni: rispolverò l'arte del ritratto, che, dalla seconda metà del Settecento, divenne di dominio pubblico: tutti i nobili e i cittadini facoltosi infatti, se non possedevano un loro ritratto, venivano considerati "retrogradi", un po' come ai tempi di Luigi XVI. Tra le sue opere più celebri di quel periodo troviamo Napoleone sul trono imperiale e L'apoteosi di Omero.
Nella scultura è importante ricordare il nome di Antonio Canova, ritrattista ufficiale del Bonaparte: suo è il Monumento a Napoleone I, collocato a Milano presso la Pinacoteca di Brera e realizzato tra il 1807 ed il 1808.
Canova ritrasse pure Paolina Bonaparte, sorella di Napoleone, seminuda, semisdraiata su un triclinio romano, con una mela in mano, nell'allegoria di "Venere vincitrice".

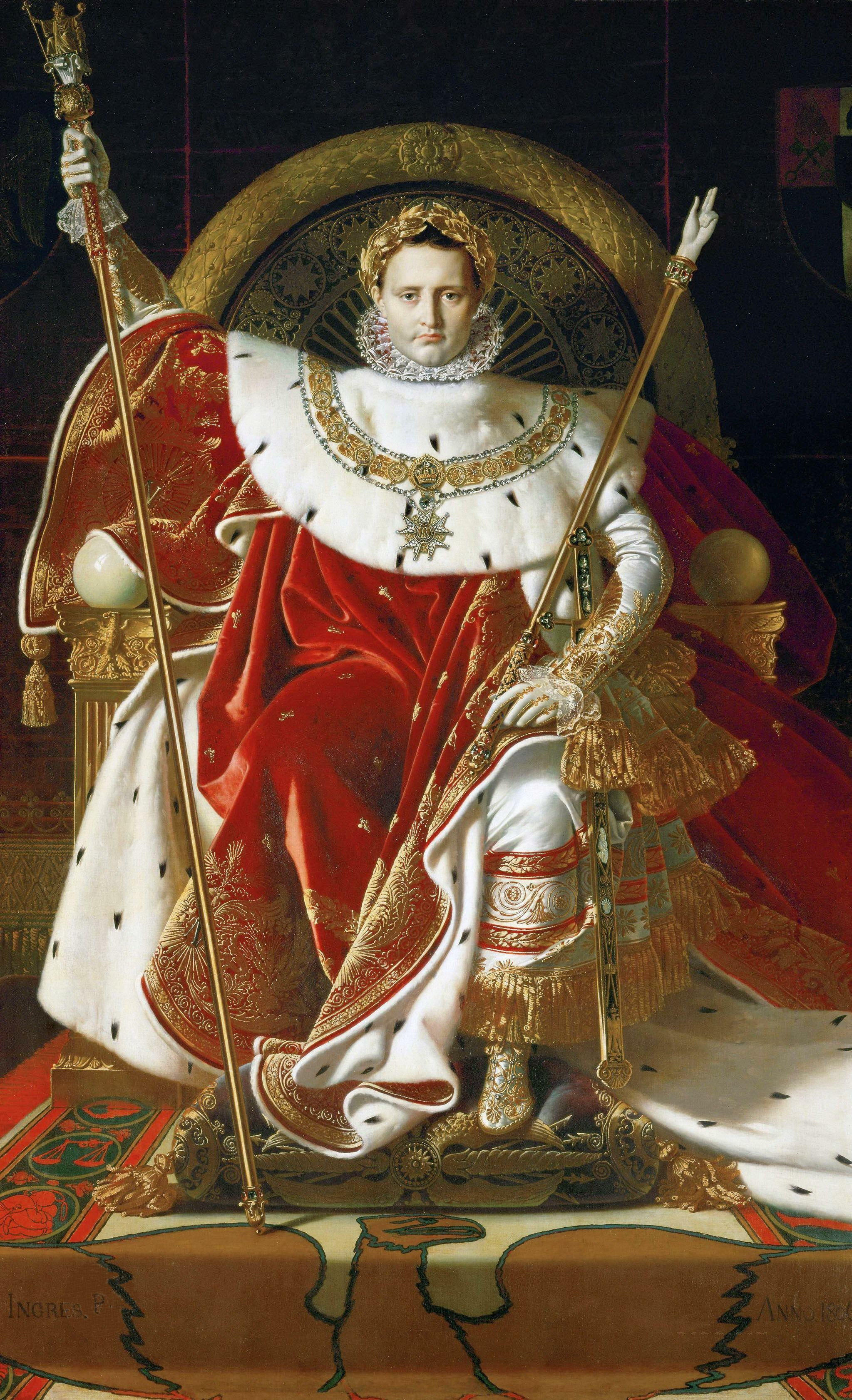
Napoleone sul trono imperiale, di Ingres
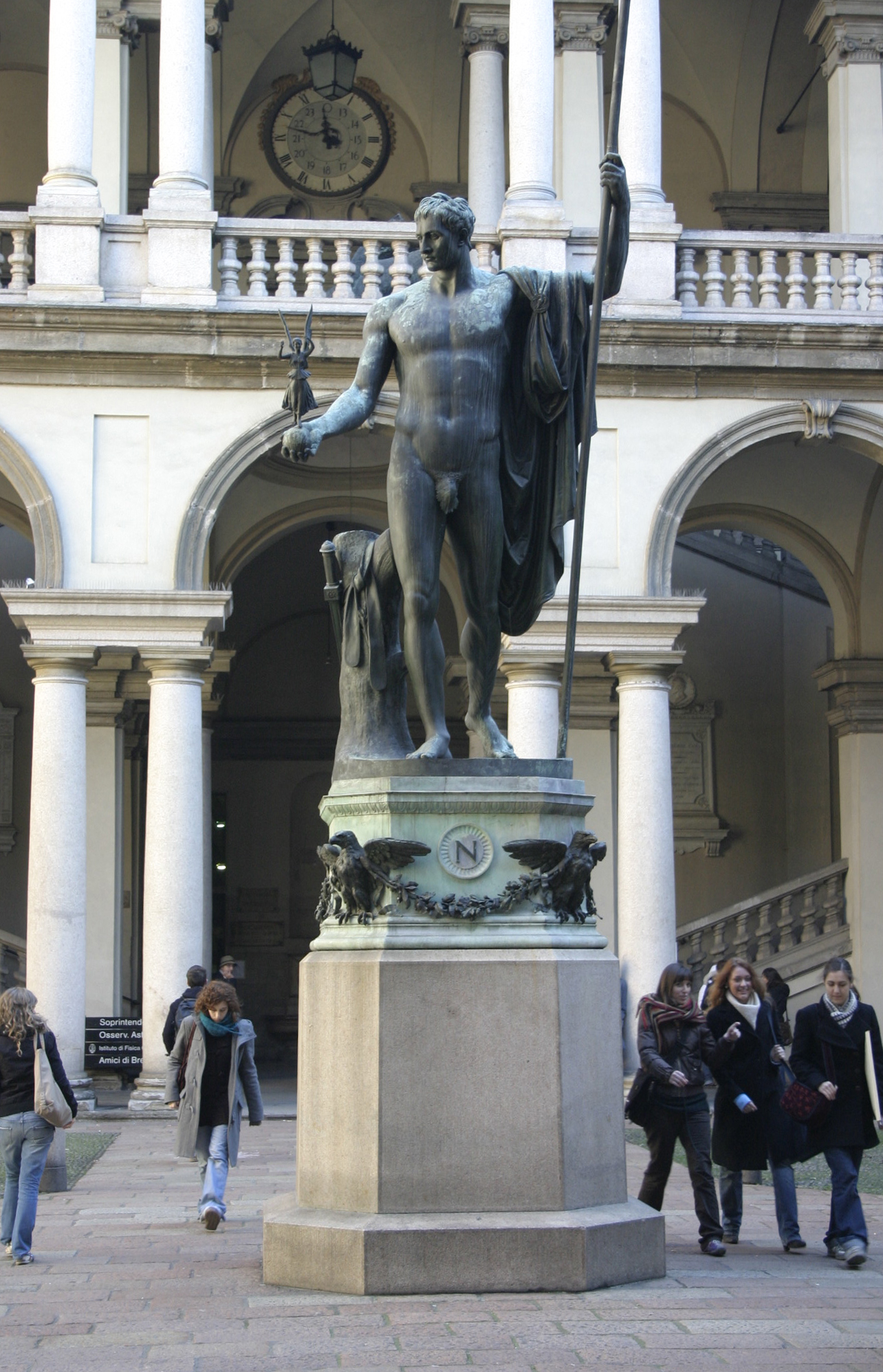
Monumento a Napoleone I, di Canova
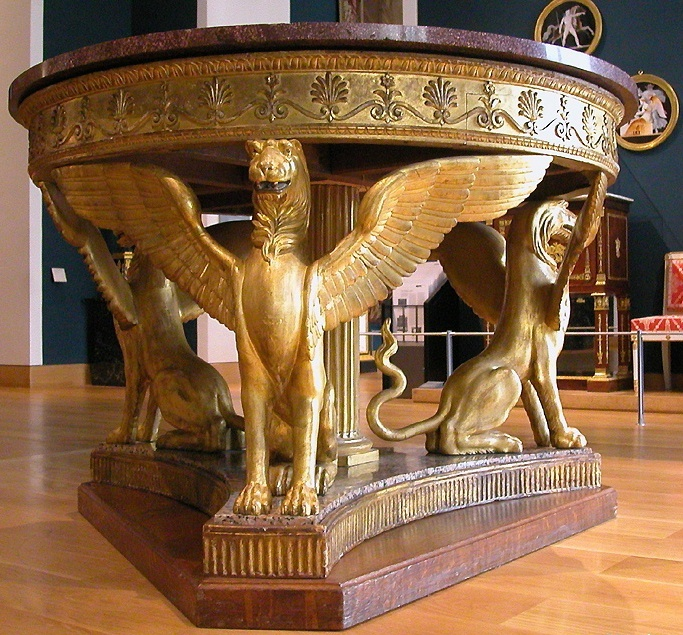
Tavolo in stile Impero
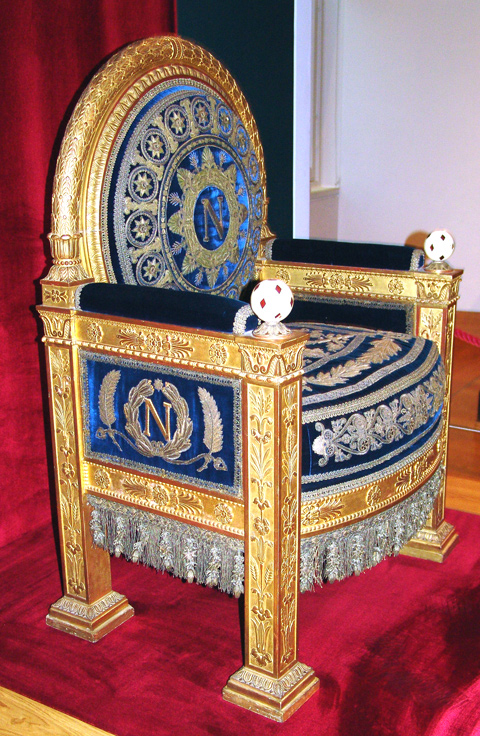
Trono di Napoleone
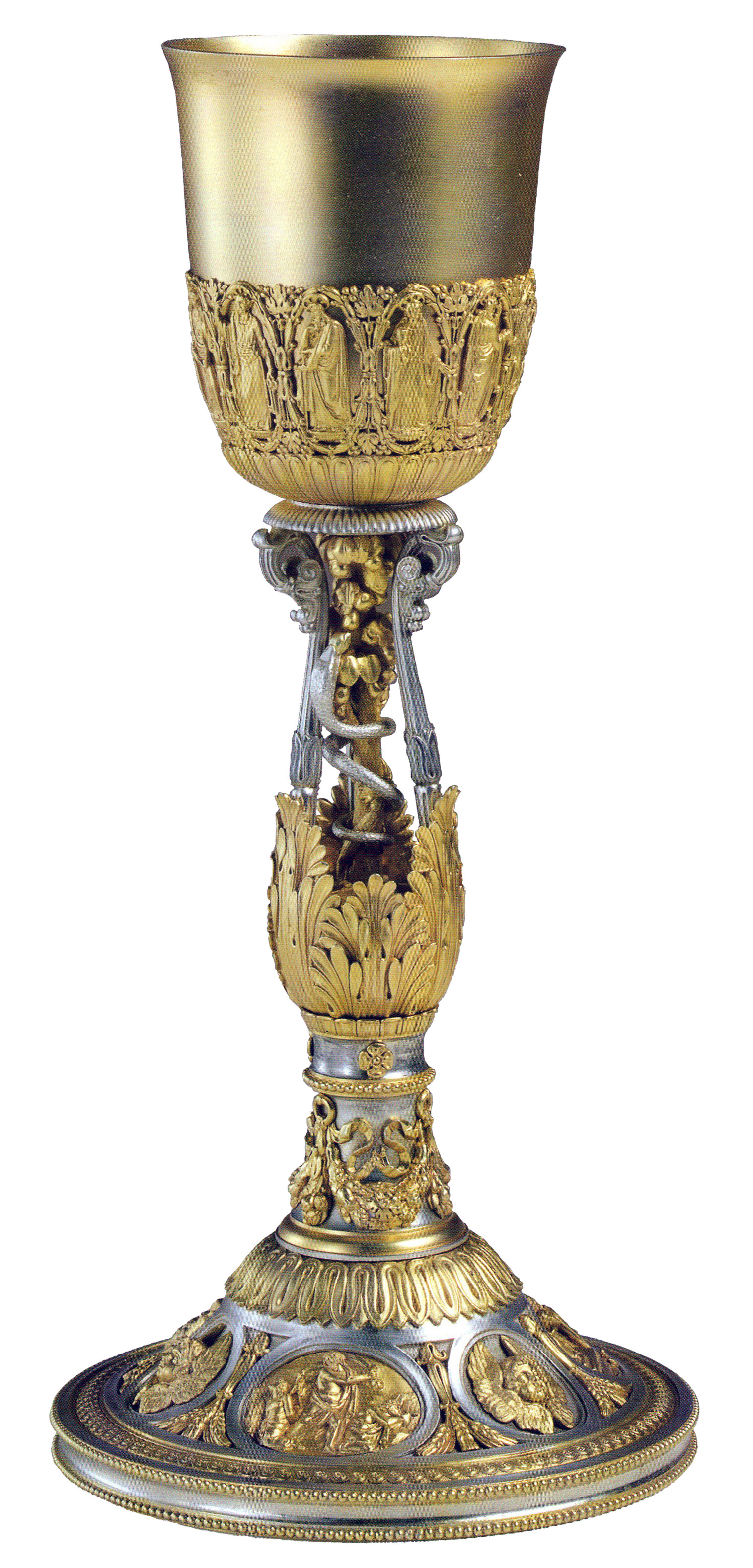
Eugenio Brusa, calice del Mistero Eucaristico, 1823